# بلدية العاصمة أنقرة
بلدية العاصمة أنقرة هي مؤسسة الدولة التي تتولى الشؤون البلدية مع حدود أنقرة الإقليمية.
بدأ منصور يافاش الذي اُنتخب كرئيس لبلدية العاصمة أنقرة كعضو مُرشح من حزب الشعب الجمهوري في الانتخابات المحلية لعام 2019 العمل في منصبه ابتداءً من 8 أبريل 2019.

## تاريخ البلدية
في 16 فبراير 1924، تأسست بلدية أنقرة Şehremaneti بموجب القانون رقم 417. تم إلغاء قانون شهرمانتي بموجب القانون رقم 1580 الصادر عام 1930 .
أصبح بلديات العاصمة بموجب المرسوم رقم 195 بشأن إنشاء بلديات العاصمة، والذي تم اعتماده في 23 مارس 1984. وفي وقت لاحق تم تعديل هذا المرسوم في 9 يونيو 1984 بقانون رقم 3030.
تم إدخال لوائح جديدة للبلديات بقانون بلدية العاصمة رقم 5216 الصادر في 10 يونيو 2004. وفقًا لقانون التغيرات المُعدَل لبعض حزمة القوانين رقم 6360 الصادر في 6 ديسمبر 2012 بشأن إنشاء بلديات متروبولية في14 محافظة و27 مقاطعة، يتم تضمين جميع حدود المحافظة مع حدود بلدية العاصمة أنقرة.

### مشكلة الشعار
قام Melih Gökçek، الذي تم انتخابه عمدة لبلدية العاصمة في 27 مارس 1994، بتحويل شعار البلدية، الذي كان مسار هيتيت الشمسي، إلى شعار مئذنة مسجد Atakule ذات3 نجوم. بناءً على ذلك، استند نائب محامي طرابوزن السابق لحزب الشعب الجمهوري رحمي كوماس شعار مئذنة مسجد أتاكولي و 3 نجوم، والذي حدده جوكيك بدلاً من مسار هيت الشمسي للقضاء. ألغت المحكمة الإدارية الثانية في أنقرة الشعار على أساس أن «البلدية ليس لديها سلطة تحديد الشعار». تم نقل القضية إلى المحكمة الإدارية الثالثة في أنقرة. ألغت المحكمة الإدارية الشعار هذه المرة بحجة أنه «لا يمثل أنقرة». جاء في قرار المحكمة الإدارية أن «معنى الرموز والعلامات المستخدمة في الشارة ليس له خاصية الوضوح، مما يتيح الاستخراج المباشر بوعي متوسط، وأن الرموز الرمزية المستخدمة لا تتميز بطابع تعريف أنقرة بما يتناسب مع ثقلها وعمقها التاريخي والثقافي». تم رفض طلب البلدية لإبطال قرار الإلغاء المقدم إلى الغرفة الثامنة للمحكمة العليا. ثم طلبت البلدية إلغاء القرار بطريقة التعديل، لكن الغرفة الثامنة لمجلس الدولة وجدت أنه ليس للبلدية حق. رفضت الغرفة الثامنة لمجلس الدولة التعديل بتصويت واحد مقابل 4. كما أن الدعوى التي رفعها رحمي كوماس من أجل الشعار الجديد في 21 مارس 2013، الذي حدده مليح جوكجك، بزيادة عدد نجوم مئذنة مسجد أتاكولي من 3 إلى 5 نجوم لا تزال مستمرة.

## مبنى الخدمات
يوجد في البلدية 3 مبان قائمة و 2 مبان مستعملة. أصبحت المباني الموجودة في تندوغان، قزلاي وأولوس غير مستخدمة اعتبارًا من عام 2009 وذلك بالانتهاء من مبنى البلدية الجديد المكون من 23 طابقًا الموجود في منطقة المحطة القديمة. حيثُ أن المبنى يقع بين ميدان الأناضول وAKM وتم تشغيله في نهاية عام 2008. اجتمعت جميع الوحدات، باستثناء الشرطة ورجال الإطفاء وإدارات حماية البيئة، في المبنى الجديد.

## قائمة المراجع
1. ↑  "19 yıllık Ankara amblem savaşı!". Milliyet. 26 Ocak 2014. مؤرشف من الأصل في 16 Aralık 2018. اطلع عليه بتاريخ 16 Aralık 2018. {{استشهاد ويب}}: تحقق من التاريخ في: |تاريخ الوصول=، |تاريخ=، و|تاريخ أرشيف= (مساعدة)